# Schierker Feuerstein

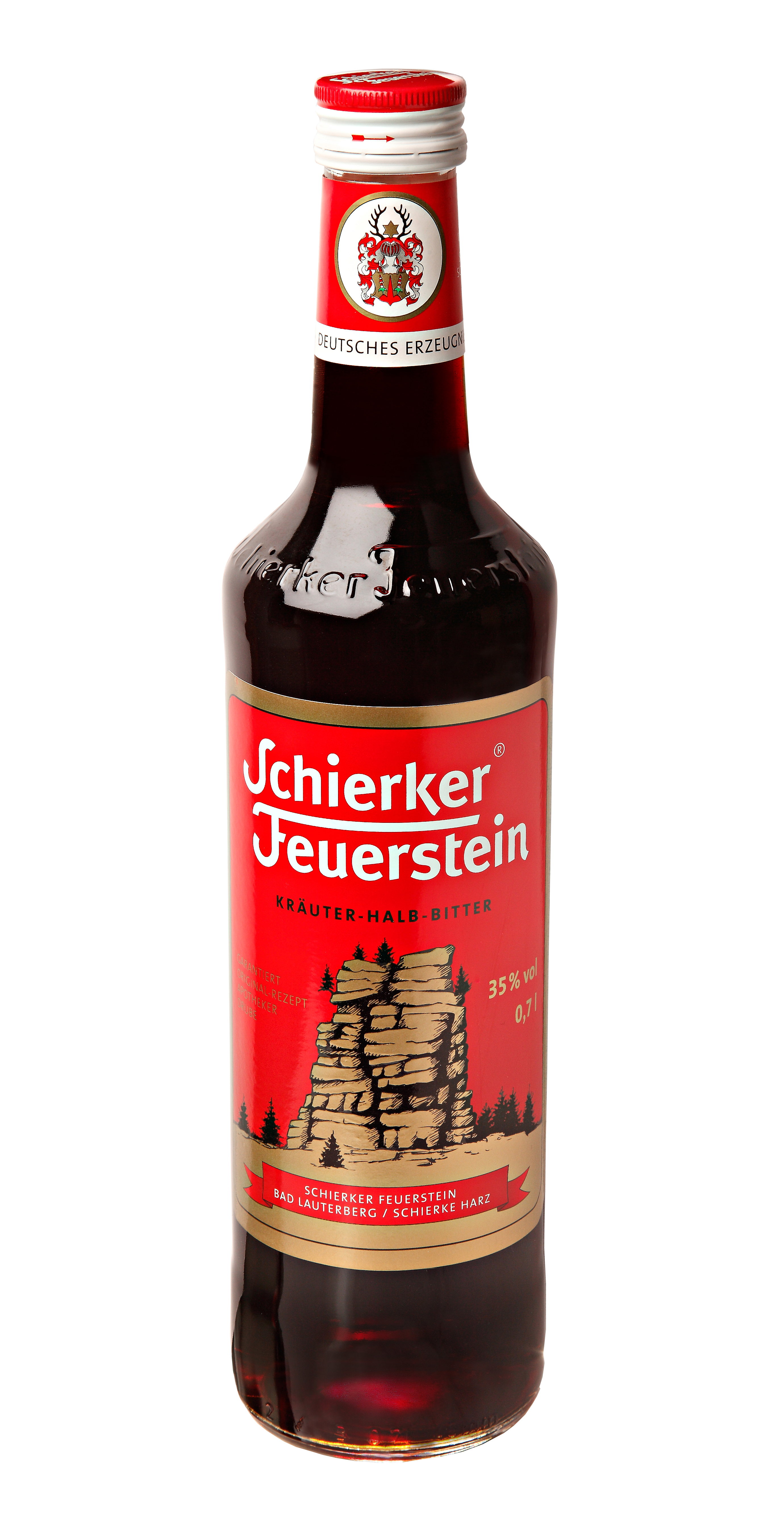
Schierker Feuerstein

Schierker Feuerstein ist ein Kräuterlikör. Seine Rezeptur wurde 1908 von Apotheker Willy Drube in seiner Apotheke „Zum Roten Fingerhut“ in Schierke im Harz entwickelt. Namensgeber des Kräuter-Halb-Bitters mit 35 % vol waren die Feuersteinklippen in Schierke, deren rötliche Granitfärbung der rötlich-braunen Farbe des Schierker Feuersteins sehr ähnlich sind. Das mittelständische Unternehmen wird mittlerweile in der vierten Generation durch die Gründerfamilie geführt.

## Geschichte
1908 erhielt der 28-jährige Apotheker Willy Drube die Konzession für die „Apotheke zum Roten Fingerhut“ in Schierke. Neben Tinkturen und Arzneien tüftelte er auch an einem Elixier, das die Kurgäste in Schierke vom „Magendrücken“ befreien sollte. 1924 ließ sich Willy Drube die Marke Schierker Feuerstein offiziell schützen. Zu diesem Zeitpunkt hatte sein Kräuter-Halb-Bitter bereits einen überregionalen Bekanntheitsgrad erlangt und es konnten immer größere Mengen produziert und verkauft werden. 
Im Jahr 1952 zeichnete sich die Abschottung der DDR gegenüber Westdeutschland immer stärker ab. Willy Drubes Schwiegersohn Ernst Geyer gründete im westdeutschen Teil des Harzes die Firma Schierker Feuerstein KG. Daraufhin gab es zwei Schierker Feuerstein-Betriebe, einen im Osten und einen im Westen Deutschlands. In Schierke wurde nach der sogenannten „Kriegsrezeptur“ produziert, da viele Kräuter und Wurzeln durch die Abschottung nicht mehr beschaffbar waren. In Bad Lauterberg produzierte man nach der Original-Rezeptur. Willy Drube verstarb noch 1952 in Schierke.
Das Getränk blieb auch in der DDR weiterhin beliebt, während der Betrieb in Schierke im Jahr 1972 enteignet und als Volkseigener Betrieb (VEB) Schierker Feuerstein in das Getränkekombinat Magdeburg übernommen wurde. Mit der Wiedervereinigung von Ost- und Westdeutschland im Jahr 1990 gab es Veränderungen. Willy Drubes Enkel, Dieter Geyer, war zu diesem Zeitpunkt schon seit Jahren Firmenchef des Betriebes in Bad Lauterberg. Er konnte den ostdeutschen Betrieb in Schierke nach jahrelangen Auseinandersetzungen wieder privatisieren. 1990 gehörte das Stammhaus in Schierke wieder zum Familienbesitz der Familie Drube/Geyer. 2007 übergab Dieter Geyer die Firmenleitung in die Hände seiner Tochter Britta und seines Schwiegersohnes Walter Möller. In diesem Jahr erfolgte auch die Umwandlung in die Schierker Feuerstein GmbH & Co. KG.
Im Winter 2017 wurde Schierker Feuerstein zum Namensgeber der Schierker Feuerstein Arena in Schierke. Eigentümer der Mehrzweckarena ist die Stadt Wernigerode.
Mit dem Likör Schierkuja mit Maracuja-Geschmack und Gold-Glitzer erweiterte der Spirituosenhersteller im Jahr 2019 seine Produktpalette.

## Herstellung und Verzehr
Noch heute wird der Schierker Feuerstein nach dem unveränderten Original-Rezept von Willy Drube produziert. Hierzu werden ausgesuchte heimische und überseeische Kräuter und Wurzeln mit reinem Weingeist mazeriert. Auf den modernen Abfüllstraßen in der Produktionsstätte in Bad Lauterberg können verschiedene Flaschengrößen von 0,02 l bis 1,75 l abgefüllt werden. Den Schierkuja-Likör gibt es in drei verschiedenen Größen: In der 0,2 l Portionsflasche, der klassischen 0,7 l Flasche und als 1,75 l Magnumflasche. 
Die Kräuteraufbereitung, einer der wichtigsten Schritte in der Produktion, findet noch immer im Stammhaus, der alten Apotheke „Zum Roten Fingerhut“ in Schierke statt. Außerdem ist in den historischen Räumlichkeiten heute ein Fanshop zu finden. Während einer Führung kann man einen Einblick in die Entstehungsgeschichte und die Besonderheiten des Schierker Feuerstein erhalten.
Schierker Feuerstein wird pur und eiskalt getrunken oder als Bestandteil von Longdrinks und Cocktails verwendet.

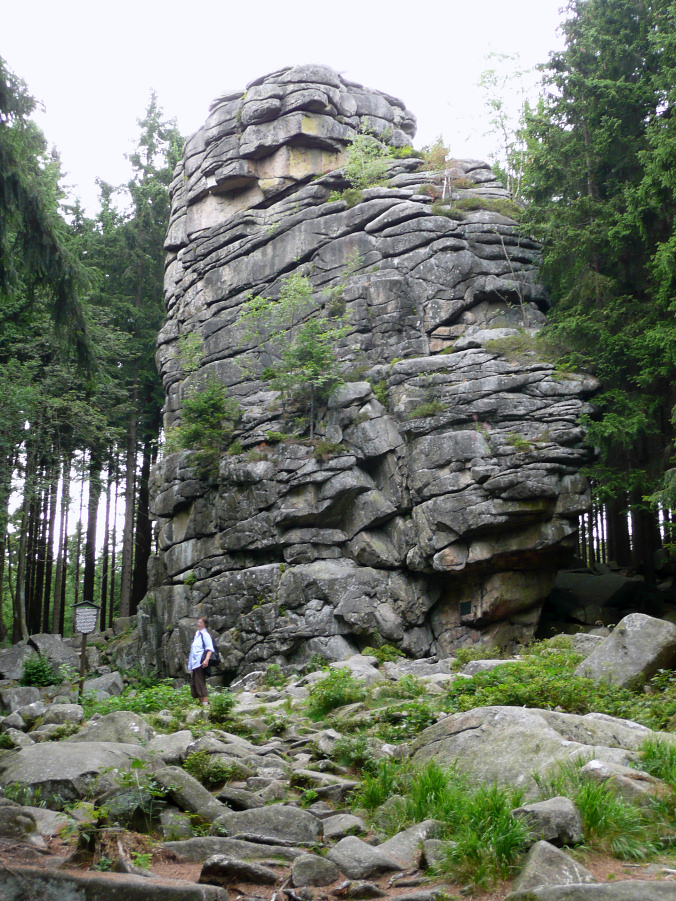
Die namensgebenden Feuersteinklippen am Bahnhof in Schierke
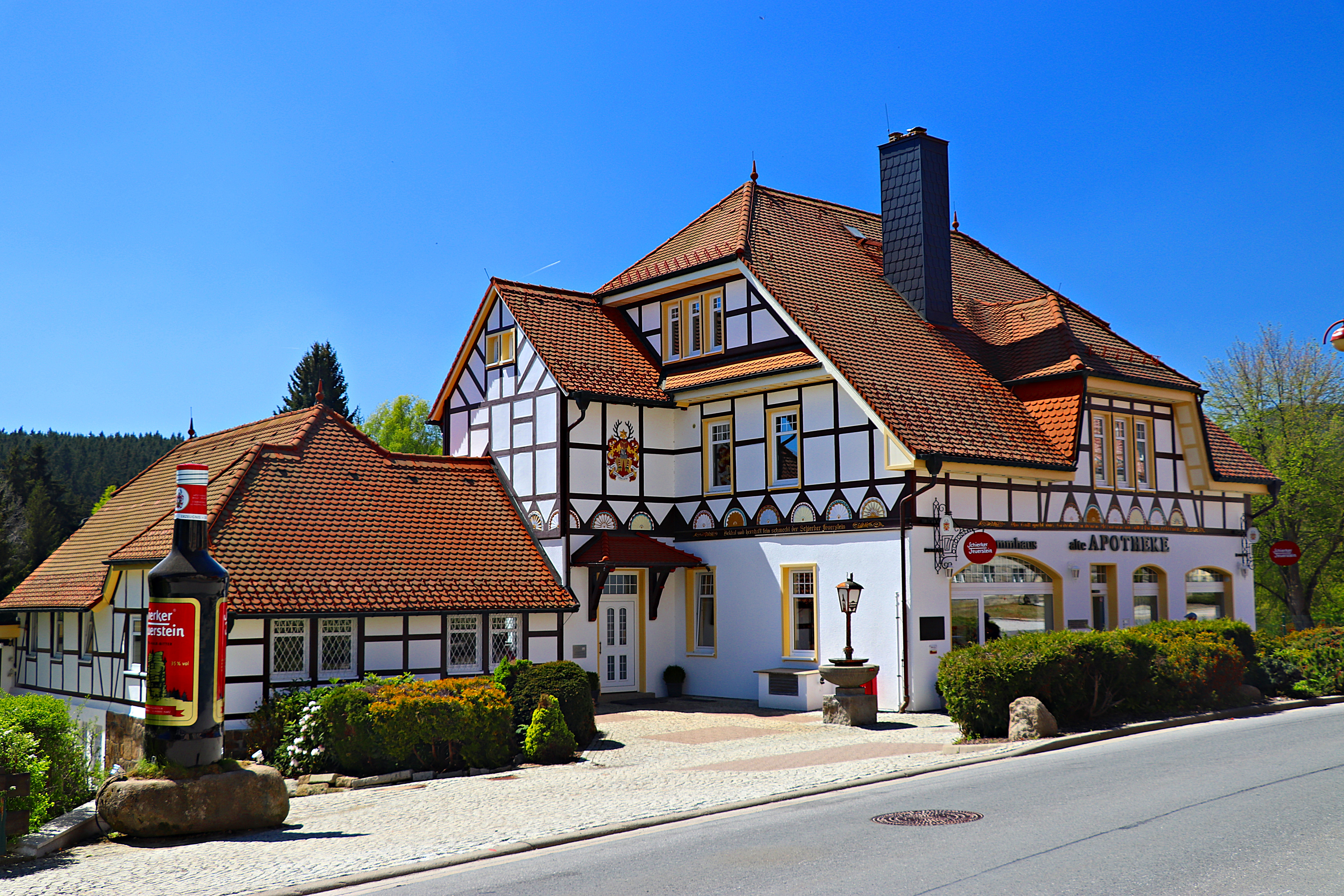
Das Schierker Feuerstein Stammhaus – die alte Apotheke „Zum Roten Fingerhut“
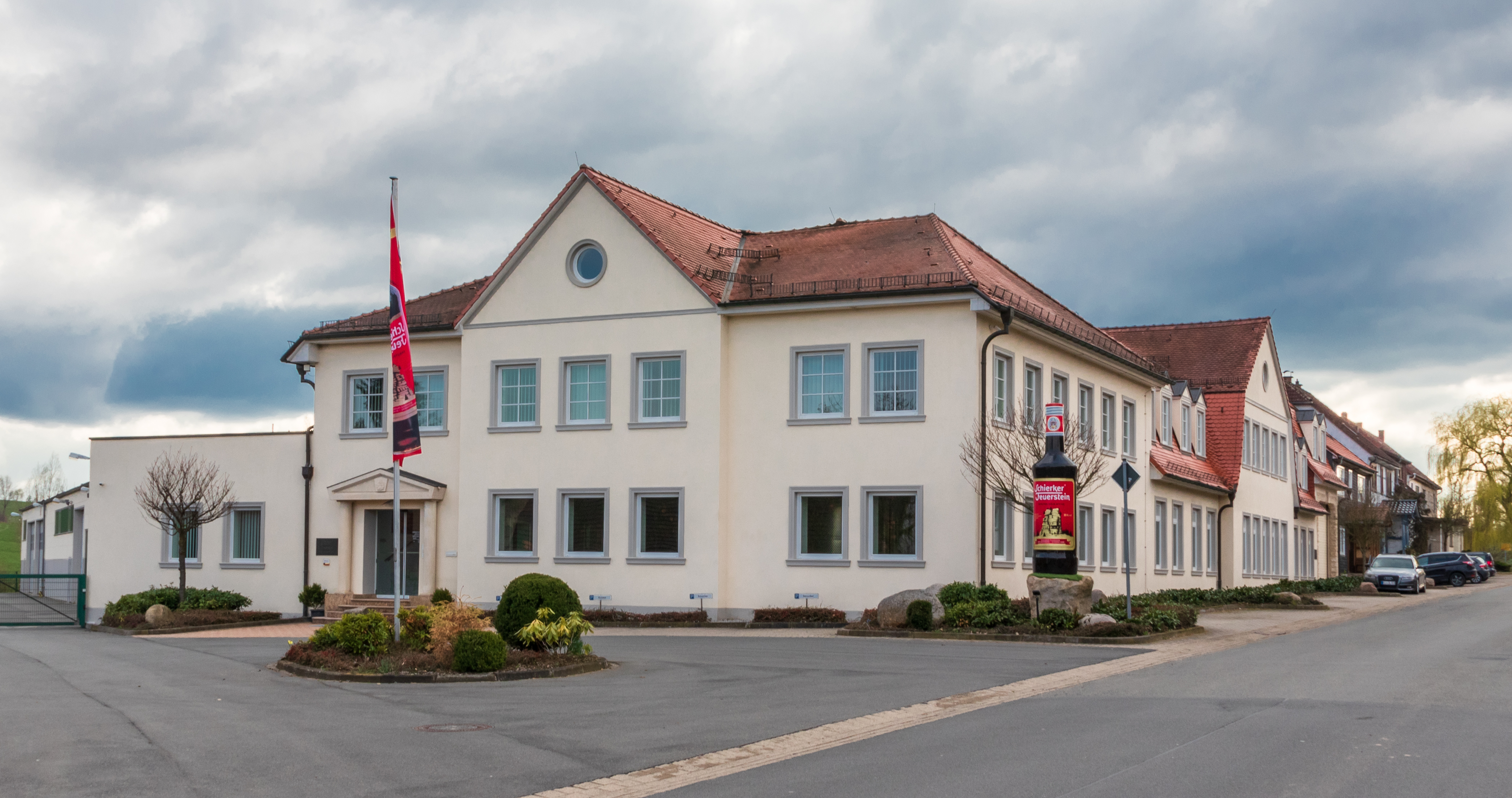
Produktionsstätte in Bad Lauterberg

## The Harz Distillery
Am alten Hauptbahnhof in Bad Lauterberg plant das Unternehmen Schierker Feuerstein den Aufbau einer neuen Erlebnisdestillerie im Harz. Schon im Sommer 2025 soll das neu gegründete und eigenständige Unternehmen The Harz Distillery eröffnet werden.

## Trivia
Direkt im Herzen von Schierke, im restaurierten Schierker Feuerstein Stammhaus, wurden drei Ferienwohnungen eingerichtet.